# Fruitville (Floride)
Fruitville est une census-designated place du comté de Sarasota, dans l'État de Floride, aux États-Unis,. En 2020, elle compte une population de 15 484 habitants.